# معادلة تفاضلية تامة
في الرياضيات، المعادلة التفاضلية الدقيقة أو المعادلة التفاضلية الكلية هي نوع محدد من المعادلات التفاضلية العادية التي لديها تطبيقات كثيرة في الفيزياء والهندسة.

## تعريف
إذا أفترضنا مجموعة مفتوحة فرعية متصلة D من R 2 ودالتان I و J ذات مجال مستمر على D، حينها تكون المعادلة التفاضلية العادية الضمنية من الدرجة الأولى التي على الصيغة التالية
{\displaystyle I(x,y)\,\mathrm {d} x+J(x,y)\,\mathrm {d} y=0,\,\!}
تسمى معادلة تفاضلية تامة إذا كانت هناك دالة F قابلة للتفاضل باستمرار، تسمى الدالة الإحتمالية،  بحيث
{\displaystyle {\frac {\partial F}{\partial x}}=I}
و
{\displaystyle {\frac {\partial F}{\partial y}}=J.}
يُشير مسمى «المعادلة التفاضلية الدقيقة» إلى الإشتقاق الدقيق للدالة. للدالة{\displaystyle F(x_{0},x_{1},...,x_{n-1},x_{n})}، المشتق الدقيق أو الكلي بالنسبة إلى {\displaystyle x_{0}} يمكن حسابه من خلال الصيغة
{\displaystyle {\frac {\mathrm {d} F}{\mathrm {d} x_{0}}}={\frac {\partial F}{\partial x_{0}}}+\sum _{i=1}^{n}{\frac {\partial F}{\partial x_{i}}}{\frac {\mathrm {d} x_{i}}{\mathrm {d} x_{0}}}.}

### مثال
الدالة {\displaystyle F:\mathbb {R} ^{2}\to \mathbb {R} } , على الشكل
{\displaystyle F(x,y)={\frac {1}{2}}(x^{2}+y^{2})+c}
هي دالة محتملة للمعادلة التفاضلية
{\displaystyle x\,\mathrm {d} x+y\,\mathrm {d} y=0.\,}

## وجود دوال محتملة
في التطبيقات الفيزيائية والهندسية، لا تكون الدوال I و J عادةً مستمرة فحسب، بل يمكن اشتقاقها باستمرار . تزودنا نظرية شوارز حينها بمعيار ضروري لوجود دالة محتملة. بالنسبة للمعادلات التفاضلية المعرّفة على مجموعات متصلة ببساطة، يكون المعيار كافيًا ونحصل على النظرية التالية:
إذا أُعطيت معادلة تفاضلية على الصيغة (على سبيل المثال، عندما يكون ميل F صفر في اتجاه x و y عند (F (x، y) ):
{\displaystyle I(x,y)\,\mathrm {d} x+J(x,y)\,\mathrm {d} y=0,\,\!}
مع I و J قابلتان للإشتقاق بشكل مستمر على مجموعة فرعية متصلة ومفتوحة ببساطة D من R 2، فإن الدالة الإحتمالية F موجودة إذا وفقط إذا
{\displaystyle {\frac {\partial I}{\partial y}}(x,y)={\frac {\partial J}{\partial x}}(x,y).}

## حلول المعادلات التفاضلية الدقيقة
بالنظر إلى معادلة تفاضلية دقيقة محددة في مجموعة فرعية D من R 2 متصلة ومفتوحة ببساطة مع الدالة المحتملة F، فإن الدالة القابلة للتفاضل f مع (x، f ( x )) في D هي حل إذا وفقط إذا كان هناك رقم حقيقي c بحيث
{\displaystyle F(x,f(x))=c.\,}
لمسألة القيمة الأبتدائية
{\displaystyle y(x_{0})=y_{0}\,}
يمكننا محليًا إيجاد دالة محتملة بواسطة
{\displaystyle F(x,y)=\int _{x_{0}}^{x}I(t,y_{0})\mathrm {d} t+\int _{y_{0}}^{y}J(x,t)\mathrm {d} t=\int _{x_{0}}^{x}I(t,y_{0})\mathrm {d} t+\int _{y_{0}}^{y}\left[J(x_{0},t)+\int _{x_{0}}^{x}{\frac {\partial I}{\partial t}}(u,t)\,\mathrm {d} u\,\right]\mathrm {d} t.}
وخلال حلها
{\displaystyle F(x,y)=c\,}
بالنسبة إلى y، حيث c عدد حقيقي، يمكننا بعد ذلك التوصل إلى بقية الحلول.